# Mastino napoletano
De Mastino napoletano (Napolitaans: Cane e presa) is een van de oudste bekende hondenrassen.

## Oorsprong en gebruik
De Mastino napoletano stamt uit de omgeving van Napels, Italië. Er wordt beweerd, dat het ras reeds zou zijn gefokt in de tijd van Alexander de Grote. Zie Geschiedenis van de relatie tussen mens en hond. Alexander trok rond met olifanten en molossers (de verzamelnaam voor grote en zware honden, afkomstig uit Molossos -Epirus-, de geboortegrond van de moeder van Alexander de Grote). De bovenstaande beschrijving wordt echter nergens gestaafd o.b.v. onderbouwing of bewijs. Er was zeker geen sprake van enige gereguleerde gecontroleerde fokkerij naar een bepaald rasbeeld, maar dat geldt natuurlijk voor bijna alle rashonden, want voor 1850 was er geen enkele rashond (met stamboom). Hierdoor is de Mastino napoletano verworden tot een wat mythische hond zoals zoveel "rassen" die stammen uit die tijden.
De evolutie van de Mastino napoletano gaat zover écht bekend terug naar begin 1900. In Zuid-Italië zijn Mastini napoletani uit vroegere tijden met name bekend om kleine buffelkuddes (die gehouden werden voor de Mozzarella-kaas) tegen aanvallen van wolven te bewaken.
De hond heeft een lange ontwikkeling doorgemaakt tot wat hij nu is. De hond is tegenwoordig door zijn krachtige en imponerende uiterlijk en evenwichtige aard een waakhond.

## Kenmerken
Een reu kan tot 75 cm groot worden en een teef tot 70 cm (schofthoogte). Er worden bij de reuen gewichten genoteerd van meer dan 90 kg. De uiterste leeftijd is: 9-11 jaar. De opperhuid van de Mastino Napoletano is over het gehele lichaam los van de onderhuid.
De typische Mastino napoletano kent veel erfelijke afwijkingen m.n. de lage of afwezige schildklierfunctie hypothyreoïdie wat zich uit in cretinisme. Daarnaast zijn bij de Mastino napoletano bekend: afwijkingen aan de heupen / ellebogen / entropion / ectropion en het hart. De gemiddelde levensverwachting ligt in de regel onder de tien jaren. Met een geboortegewicht van om en nabij de 600 gram gaat de pup in een jaar naar de +/- 50/60 kilogram (afhankelijk van reu of teef). Vanwege deze explosieve groei (tot bijna 100 keer z'n eigen gewicht vanaf geboorte) wordt het nieuwe eigenaren aanbevolen zeker het eerste levensjaar zeer voorzichtig te doen met de lichamelijke beweging van de jonge hond. Na het eerste levensjaar zijn de botten van de hond sterk genoeg om het lichaam verder uit te laten groeien naar soms wel 100 kilogram, maar voorzichtigheid bij fysieke inspanningen blijft altijd geboden. De hond is totaal ongeschikt om lange wandelingen mee te houden.

## Aard
De Mastino napoletano is rustig en zeer evenwichtig van aard. Het opvoeden van de Mastino napoletano vereist een speciale aanpak, die alleen succesvol zal zijn als de eigenaar voldoende (praktijk)kennis van het ras heeft vergaard en zelf rustig en zelfverzekerd kan optreden.

## Bijzonderheden in Nederland en Italië
In Nederland stelde minister Laurens Jan Brinkhorst van Landbouw, Natuurbeheer en Visserij in 2002 voor een geheel fok- en houdverbod in te stellen voor een viertal hondenrassen, waaronder de Mastino napoletano. Het verbod kwam er niet en de opvolger van Brinkhorst, Cees Veerman, zag niets in het verbod. Wel werd de Regeling Agressieve Dieren (RAD) of pitbullwet van kracht. Op 9 juli 2008 werd deze wet door het Ministerie van LNV ingetrokken.
Wel werden er eisen gesteld aan het afgeven van FCI stambomen door de Raad van Beheer aan de vier rassen én de rottweiler. Zo werd het verplicht voor ouderdieren om een MAG (Maatschappelijk Aanvaardbaar Gedrag) Gedragstest te ondergaan. Pas nadat de ouderdieren slaagden voor de test kon ermee gefokt worden en werden er stambomen afgegeven voor evt. nakomelingen. Ondanks de intrekking op 9 juli 2008 blijft de koppeling tussen de MAG test met goed gevolg afleggen en het verstrekken van stambomen voor de rassen Amerikaanse staffordshireterriër, Dogo argentino, fila brasileiro, Mastino napoletano en de rottweiler vooralsnog gehandhaafd.
Dit betekent dat voor het aanvragen van stambomen voor een nest pups van deze rassen de ouderdieren de MAG-test (gedragstest) met goed gevolg moeten hebben afgelegd.
In Nederland is het een zeldzaam ras. Per jaar worden er tussen de 30 en 35 pups van het ras in het NHSB, het hondenstamboek, ingeschreven.
In Italië zul je niet vaak een Mastino napoletano in het openbaar zien. De Mastino napoletano verblijft bij fokkers en eigenaren meestal op het erf als waakhond.

## Kosten en aanschaf
Zowel in aankoop als in verzorging is de Mastino een relatief dure hond. Pups kosten tussen € 1500 en € 3000. Gemiddeld bedragen de kosten voor verzorging van de hond gedurende het leven ca. € 15.000. Voor een Mastino Napoletano wordt een stamboom afgegeven indien beide ouders ook in het bezit zijn van een door de FCI / Raad van Beheer erkende stamboom.